# Remsey Jenő
Remsey Jenő György (Nagykőrös, 1885. november 2. – Gödöllő, 1980. július 26.) magyar festő, grafikus, lapszerkesztő, író.

## Életpályája
Középiskoláit Budapesten végezte, majd 1905–1909 között tisztviselőként dolgozott, és az Iparrajziskolában folytatott művészeti tanulmányokat. Első munkáin Rippl-Rónai József hatása látható. Akseli Gallen-Kallela finn festőművész támogatásával három éves állami ösztöndíjat kapott. 1909–1914 között a Gödöllői művésztelepen dolgozott, ahol Körösfői-Kriesch Aladár irányításával biblikus témákat és a magyar mondavilág témakörét elevenítette meg. 1909-ben a Magyar Képzőművészek és Iparművészek Egyesülete tagjai lett. 1911-ben és 1914-ben Münchenben volt tanulmányúton. 1921–1940 között három verseskötete és néhány színműve is megjelent. 1924-ben létrehozta a Spirituális Művészek Társaságát. 1932-ben megalapította a Spirituális Művészek Szövetségének lapját, melyet 1935-ben betiltottak. 1937–1941 között a katolikus és szabadelvű polgári sajtóorgánum, a Nemzeti Figyelő munkatársa lett. 1942–1943 között festette a Lónyai utcai református főgimnázium dísztermének freskóját, A magyar reformáció szellemtörténetét. 1954-ben a Szinyei Alkotóközösség tagja lett. 1960-ban a Rézkarcoló Művészek Alkotóközösségének tagja lett.

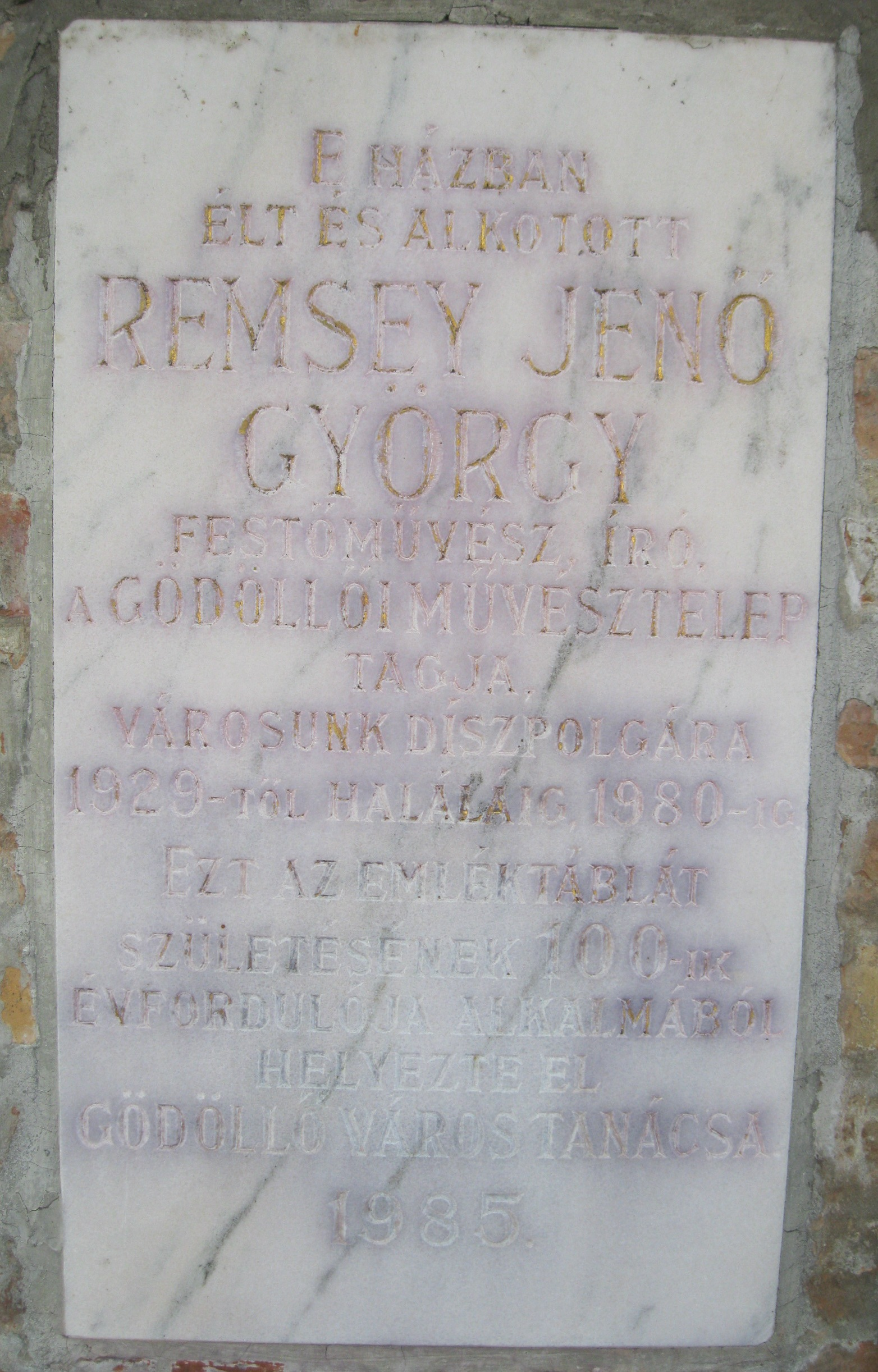
Remsey Jenő György emléktáblája Gödöllőn, Körösfői Kriesch Aladár utca 6. sz. alatt

## Családja
1912-ben házasságot kötött Frey Vilma (1886–1973) rajztanárral. Négy gyermekük született:
- Remsey Ágnes (1915–2010) bábtervező[4]
- Remsey Iván (1921–2006) színházalapító, festőművész[5]
- Remsey Gábor (1925–1999) színháztulajdonos, grafikus, zeneszerző[6]
- Remsey András (1929–2011) színháztulajdonos[7]

Nővére Remsey Gizella színésznő volt.

## Művei
- Rózsaffy Dezső arcképe (1909)
- A művész feleségének portréja (1910)
- Vadászat a csodaszarvasra (1910)
- Dunaparti részlet (1913)
- Kórus (1943)
- Páholyban (1947)
- Mária eljegyzése
- Krisztus kiűzi a kufárokat
- Attila-monda
- Szentendrei táj

## Egyéni kiállításai
- 1935, 1963, 1976 Budapest
- 1951 Gödöllő
- 1957 Párizs
- 1974 Gyula
- 1978 Szekszárd
- 1979 Nagykőrös

## Díjai
- Benczúr-díj (1945)
- Gödöllő díszpolgára (1977)[8]